# سيندي هايد سميث
سيندي هايد سميث (بالإنجليزية: Cindy Hyde-Smith)‏ هي سياسية أمريكية من الحزب الجمهوري ولدت في يوم 10 مايو 1959 في بلدة بروكهافن في ولاية ميسيسبي. تخرجت من جامعة ميسيسيبي الجنوبية بعد دراستها للزراعة. تشغل حالياً منصب عضوة في مجلس الشيوخ الأمريكي منذ سنة 2018 وشغلت في السابق منصب عضوة في مجلس النواب الأمريكي من سنة 2012 إلى سنة 2018 وكانت أول امرأة تمثل ميسيسيبي في مجلس النواب. معروفة باتخاذها للمواقف المحافظة.